# Газети Харківської області

## Реєстр ЗМІ Харківської області

### Сфера розповсюдження Харківська область (серія ХК)
| Свідоцтво | Вид видання        | Назва видання                                    | Дата державної реєстрації | Засновник | Район, місто |
| --------- | ------------------ | ------------------------------------------------ | ------------------------- | --- | ------------ |
| 1         | газета             | «Сигнал»                                         | 13 вересня 1993 року      | трудовий колектив Трудовий колектив ОП "ХВЗ" ім. Г.І. Петровського |              |
| 2         | газета             | «Права людини»                                   | 13 вересня 1993 року      | Долгов Володимир Іванович; Плотніков Віталій Віталійович |              |
| 3         | газета             | «Східний експерс»                                | 21 вересня 1993 року      | Акціонерне товариство "Право" |              |
| 5         | журнал             | «Літера»                                         | 24 вересня 1993 року      | Товариство з обмеженою відповідальністю фірма "ЛІТЕРА" |              |
| 6         | газета             | «Інтерспорт»                                     | 27 вересня 1993 року      | Комітет у справах молоді та спорту Харківської обласної державної адміністрації; трудовий колектив Трудовий колектив редакції газети "Інтерспорт"                               |              |
| 7         | газета             | «Чугуївські відомості»                           | 30 вересня 1993 року      | Корпорація "ЮСЕІКА Лімітед Ентерпрайзис" |              |
| 8         | журнал             | «Імпульс»                                        | 1 жовтня 1993 року        | Дехтярьов Анатолій Михайлович |              |
| 10        | газета             | «ОБРІЙ НАДІЙ»                                    | 1 жовтня 1993 року        | Вільна профспілка "МИЛОСЕРДЯ" |              |
| 11        | газета             | «Терра інкогніта»                                | 4 жовтня 1993 року        | Виробничий кооператив "Енергетик" |              |
| 12        | журнал             | «Кліо»                                           | 6 жовтня 1993 року        | Кооператив "Лідер" |              |
| 13        | газета             | «ДДТ»                                            | 7 жовтня 1993 року        | Долгов Володимир Іванович |              |
| 14        | газета             | «Маргарита»                                      | 8 жовтня 1993 року        | Мачулин Леонид Иванович |              |
| 15        | газета             | «Каталог рекламних оголошень»                    | 8 жовтня 1993 року        | Мачулин Леонид Иванович |              |
| 16        | газета             | «Степовик»                                       | 8 жовтня 1993 року        | Ордена Леніна колективне сільськогосподарське підприємство імені Орджонікідзе                                                                                                   |              |
| 17        | журнал             | «Альбом»                                         | 11 жовтня 1993 року       | Макаров Ігор Вікторович; Пустоварова Ганна Леонідівна; Таториський Євген Петрович; Шток Микола Валерійович                                                                      |              |
| 19        | газета             | «Солідарність»                                   | 14 жовтня 1993 року       | Об'єднання профспілок Харківської області |              |
| 20        | газета             | «Парі-Спорт»                                     | 14 жовтня 1993 року       | Товариство з обмеженою відповідальністю "Парі-Спорт" |              |
| 21        | газета             | «Огляд Парі-Спорт»                               | 14 жовтня 1993 року       | Товариство з обмеженою відповідальністю "Парі-Спорт" |              |
| 22        | газета             | «ГІД»                                            | 15 жовтня 1993 року       | трудовий колектив Трудовий колектив видавництва "Харків" |              |
| 23        | журнал             | «Читай-газета»                                   | 15 жовтня 1993 року       | Ярова Зінаїда Іванівна |              |
| 24        | газета             | «Інформ-труд»                                    | 15 жовтня 1993 року       | Сімейна фірма "Афродіта"; Фірма "Регіон-інформ"; Фірма "Рапід" |              |
| 31        | газета             | «Робота»                                         | 18 жовтня 1993 року       | Харківський обласний центр зайнятості населення |              |
| 32        | газета             | «Вісник Куп'янщини»                              | 19 жовтня 1993 року       | Куп'янська міська Рада народних депутатів; Куп'янська районна Рада народних депутатів; трудовий колектив Трудовий колектив газети "Червоний прапор"                             |              |
| 34        | газета             | «Темп»                                           | 19 жовтня 1993 року       | Харківський тракторний завод імені Орджонікідзе |              |
| 38        | газета             | «Дружба»                                         | 11 листопада 1993 року    | Акціонерне товариство колективного господарства "Дружба" Шевченківського району Харківської області                                                                             |              |
| 41        | газета             | «Академія кохання»                               | 19 листопада 1993 року    | Приватне підприємство "Академія сексологічних досліджень" |              |
| 42        | газета             | «Бойові мистецтва»                               | 18 листопада 1993 року    | Приватна фірма "Комп'ютер та мистецтво" |              |
| 44        | газета             | «БА-БАХ!!!»                                      | 19 листопада 1993 року    | Магрилов Ігор Аркадійович |              |
| 45        | газета             | «Харківський університет»                        | 19 листопада 1993 року    | Харківський державний університет |              |
| 46        | газета             | «ХАРКІВ-ІНФОРМ-СЕРВІС»                           | 19 листопада 1993 року    | Товариство з обмеженою відповідальністю Харківський комерційний центр |              |
| 47        | газета             | «Будьмо знайомі»                                 | 22 листопада 1993 року    | Товариство з обмеженою відповідальністю фірма "Центр медично-психологічної допомоги інвалідам"                                                                                  |              |
| 48        | газета             | «Нова Україна»                                   | 22 листопада 1993 року    | Молодіжна патріотична організація "Сокіл" |              |
| 49        | газета             | «Щедрик»                                         | 22 листопада 1993 року    | Молодіжна патріотична організація "Сокіл" |              |
| 50        | газета             | «Робітнича честь»                                | 23 листопада 1993 року    | Трудовий колектив Колектив заводу паливної апаратури |              |
| 51        | газета             | «Сільський інженер»                              | 23 листопада 1993 року    | Харківський інститут механізації та електрифікації сільського господарства |              |
| 52        | газета             | «Приват-кур'єр»                                  | 23 листопада 1993 року    | Регіональне відділення Фонду державного майна України по Харківській області; Фонд міського майна; Обласний Фонд комунального майна                                             |              |
| 55        | газета             | «МАРКЕТ-ревю»                                    | 24 листопада 1993 року    | Товариство з обмеженою відповідальністю "РАНЕТ" |              |
| 57        | газета             | «Добридень, Польщо!»                             | 24 листопада 1993 року    | Солодовнік Геннадій Петрович; Ткаченко Маргарита Іванівна |              |
| 58        | газета             | «Імпульс»                                        | 24 листопада 1993 року    | Трудовий колектив ХВО ордена "Знак пошани" "Радіореле" |              |
| 59        | газета             | «ВЕРСТАТОБУДІВНИК»                               | 24 листопада 1993 року    | Трудовий колектив головного підприємства Харківського верстатобудівного виробничого об'єднання-Харківський ордена Жовтневої революції верстатобудівний завод імені С.В. Косіора |              |
| 62        | газета             | «Акціонер»                                       | 25 листопада 1993 року    | Акціонерне Товариство "АВТРАМАТ" |              |
| 64        | газета             | «Промінь»                                        | 26 листопада 1993 року    | Науково-виробниче об'єднання "ХЕМЗ" |              |
| 69        | газета             | «Недільна газета»                                | 26 листопада 1993 року    | Виробничий кооператив "Полюс" |              |
| 71        | газета             | «Пенаты." Домашняя энциклопедия»                 | 26 листопада 1993 року    | Трудовий колектив редакції газети "Панорама" |              |
| 72        | газета             | «Панорама»                                       | 26 листопада 1993 року    | Харківська обласна рада народних депутатів |              |
| 74        | збірка             | «Право»                                          | 29 листопада 1993 року    | Акціонерне товариство інформаційно-видавнича фірма "Право"; Редакція газети "Східний експрес"                                                                                   |              |
| 75        | газета             | «Печенізький край»                               | 29 листопада 1993 року    | Печенізька районна Рада народних депутатів |              |
| 76        | газета             | «Фабрична газета»                                | 29 листопада 1993 року    | Трудовий колектив фабрики імені Тінякова |              |
| 77        | газета             | «Інтелект»                                       | 30 листопада 1993 року    | Коператив "Лідер" |              |
| 78        | газета             | «ПРОМІНЬ»                                        | 1 грудня 1993 року        | Краснокутська районна Рада; Трудовий колектив газети "Промінь" |              |
| 79        | газета             | «Водолазький кур'єр»                             | 1 грудня 1993 року        | Нововодолазька селищна Рада народних депутатів |              |
| 80        | газета             | «Автодорожник»                                   | 1 грудня 1993 року        | Харківський навчально-науково-виробничий комплекс (УНВК) з автомобільно-дорожньої освіти                                                                                        |              |
| 84        | журнал             | «Проблеми післядипломної медичної освіти»        | 21 грудня 1993 року       | Харківський інститут удосконалення лікарів |              |
| 85        | газета             | «Промінь»                                        | 2 грудня 1993 року        | Трудовий колектив заводу "Радіодеталь" |              |
| 86        | журнал             | «Шлях в мільйонери»                              | 2 грудня 1993 року        | Товариство з обмеженою відповідальністю "Акцент" |              |
| 87        | газета             | «Бенсіах ("Співрозмовник")»                      | 3 грудня 1993 року        | Ляховицький Юрій Михайлович |              |
| 90        | газета             | «Шевченковець»                                   | 6 грудня 1993 року        | Трудовий колектив виробничого об'єднання "Моноліт" |              |
| 92        | газета             | «Старт-шосе»                                     | 13 грудня 1993 року       | Харківський історико-інформаційний автотехнічний клуб "КЛАКСОН" |              |
| 93        | газета             | «Колесниця часу»                                 | 13 грудня 1993 року       | Харківський історико-інформаційний автотехнічний клуб "КЛАКСОН" |              |
| 94        | газета             | «Авто-експрес»                                   | 13 грудня 1993 року       | Харківський історико-інформаційний автотехнічний клуб "КЛАКСОН"; Печененко Віктор Михайлович                                                                                    |              |
| 95        | газета             | «Вестник Фрунзенского Совета народных депутатов» | 16 грудня 1993 року       | Фрунзенська районна Рада народних депутатів м. Харкова |              |
| 96        | журнал             | «ПРІОРИТЕТ»                                      | 16 грудня 1993 року       | Товариство з обмеженою відповідальністю "Науково-технічна фірма "МЕДІН" |              |
| 97        | газета             | «Маяк»                                           | 16 грудня 1993 року       | Богодухівська районна Рада народних депутатів; Трудовий колектив редакції районної газети "Маяк"                                                                                |              |
| 98        | газета             | «ТЕМНІ АЛЕІ»                                     | 21 грудня 1993 року       | Павленко Валерій Григорович |              |
| 99        | газета             | «Журавлик»                                       | 22 грудня 1993 року       | Харківське обласне об'єднання Товариства української мови ім. Т.Г.Шевченка "Просвіта"                                                                                           |              |
| 100       | збірка             | «Жах»                                            | 23 грудня 1993 року       | Акціонерне товариство "Інформаційно-виробнича фірма "ПРАВО" |              |
| 101       | газета             | «Південний край»                                 | 23 грудня 1993 року       | Трудовий колектив Колектив редакції газети "Слобідський край" |              |
| 102       | журнал             | «Катана»                                         | 23 грудня 1993 року       | Приватне підприємство фірма "Катана" |              |
| 103       | газета             | «ПРАЙС»                                          | 24 грудня 1993 року       | Чапай Володимир В'ячеславович |              |
| 104       | газета             | «Вісті Київського району»                        | 27 листопада 1993 року    | Київська районна Рада народних депутатів |              |
| 107       | газета             | «Знання»                                         | 27 грудня 1993 року       | Вчена рада, ректорат, профком Харківського державного аграрного університету імені В.В. Докучаєва                                                                               |              |
| 111       | журнал             | «Інформаційно-методичний вісник»                 | 6 січня 1994 року         | Управління освіти Харківської обласної державної адміністрації |              |
| 112       | газета             | «КАПІТАЛ-ЕКСПРЕС»                                | 11 січня 1994 року        | Акціонерне товариство "Інвестор"; Акціонерне товариство "Українські інформаційні системи"; Товариство з обмеженою відповідальністю "Скалон ЛТД"                                 |              |
| 113       | газета             | «Вічовий дзвін»                                  | 12 січня 1994 року        | Гуманітарно-літературна асоціація Григорія Сковороди; Харківське обласне об'єднання товариства української мови ім. Т.Г. Шевченка "Просвіта"                                    |              |
| 116       | газета             | «Наш шлях»                                       | 13 січня 1994 року        | Іващенко Олексій Васильович; Воловік Сергій Іванович |              |
| 117       | газета             | «ЕПОС»                                           | 14 січня 1994 року        | Концерн "ЕПОС" по виробництву товарів народного споживання |              |
| 118       | журнал             | «Стиль»                                          | 14 січня 1994 року        | Концерн "ЕПОС" по виробництву товарів народного споживання |              |
| 119       | газета             | «Місто майстерів»                                | 14 січня 1994 року        | Акціонерне товариство "Карма" |              |
| 120       | газета             | «Скарбничка»                                     | 14 січня 1994 року        | Інформаційна фірма "Край" |              |
| 122       | газета             | «Нове життя»                                     | 18 січня 1994 року        | Близнюківська районна Рада народних депутатів; Трудовий колектив редакції районної газети "Нове життя"                                                                          |              |
| 124       | газета             | «Трудова слава»                                  | 19 січня 1994 року        | трудовий колектив Колектив редакції газети "Трудова слава"; Борівська районна Рада народних депутатів; Районна державна адміністрація                                           |              |
| 125       | газета             | «Харківські Епархіальні Відомості»               | 24 січня 1994 року        | Харківська епархія Українська Православна Церква |              |
| 127       | газета             | «АРТ-ШОУ»                                        | 31 січня 1994 року        | Творча розрахункова фотостудія "Харківпресфото" |              |
| 128       | газета             | «Вісник профосвіти»                              | 1 лютого 1994 року        | Харківський обласний навчально-методичний центр професійної освіти |              |
| 129       | газета             | «Вісник Академії йога Філдві»                    | 7 лютого 1994 року        | Академія Йога, Харківська філія |              |
| 130       | газета             | «Філософія Руху»                                 | 7 лютого 1994 року        | Академія Йога, Харківська філія |              |
| 132       | газета             | «Свіжий вітер»                                   | 10 лютого 1994 року       | Покровський Олександр Петрович |              |
| 133       | газета             | «Хороші новини»                                  | 10 лютого 1994 року       | Корсун Сергій Михайлович |              |
| 134       | журнал             | «Саквояж»                                        | 10 лютого 1994 року       | Корсун Сергій Михайлович |              |
| 135       | газета             | «Голос Лозівщини»                                | 16 лютого 1994 року       | Лозівська районна Рада народних депутатів; Лозівська міська Рада народних депутатів; Трудовий колектив редакції газети "Голос Лозівщини"                                        |              |
| 138       | газета             | «Фантом»                                         | 17 лютого 1994 року       | ХПО ПЛ "Координаційна рада" |              |
| 139       | газета             | «УСЕ для ВСІХ»                                   | 21 лютого 1994 року       | Мале багатопрофільне підприємство фірма "Полісервіс" |              |
| 142       | газета             | «В кожний дім»                                   | 23 лютого 1994 року       | Акціонерне товариство "В кожний дім" |              |
| 143       | газета             | «Минуле та думи»                                 | 23 лютого 1994 року       | Аленков Юрій Анатолійович |              |
| 145       | газета             | «Східна хвиля»                                   | 1 березня 1994 року       | Компанія "Харків-реклама" |              |
| 146       | газета             | «РІКІ (Реклама і комерційна інформація)»         | 2 березня 1994 року       | Товариство з обмеженою відповідальністю "Центр економічного розвитку" |              |
| 148       | газета             | «ГРАД»                                           | 11 березня 1994 року      | Приватне підприємство "Фірма ЮТАМ" |              |
| 149       | додаток до журналу | «Град и злато»                                   | 11 березня 1994 року      | Приватне підприємство "Фірма ЮТАМ" |              |
| 154       | журнал             | «Розважайка»                                     | 18 березня 1994 року      | Мале колективне підприємство "Трибуна" |              |
| 156       | газета             | «Від щирого серця»                               | 18 березня 1994 року      | Аленков Юрій Анатолійович |              |
| 159       | газета             | «Колгоспник»                                     | 22 березня 1994 року      | Правління колгоспу ім. Ілліча |              |
| 160       | газета             | «Харківський електротранспорт»                   | 22 березня 1994 року      | Трудовий колектив Трудовий колектив ХДП "Міськелектротранс" |              |
| 161       | журнал             | «ЕВВІВА»                                         | 28 березня 1994 року      | Медично-стоматологічне науково-виробниче АТ "ЕВВІВА" |              |
| 162       | газета             | «Енергетик»                                      | 28 березня 1994 року      | Трудовий колектив Зміївської ордена Трудового Червоного Прапора ДРЕС імені Г.М. Кржижанівського                                                                                 |              |
| 163       | газета             | «Садиба»                                         | 30 березня 1994 року      | Трудовий колектив Колектив редакції газети "Слобідський край" |              |
| 164       | газета             | «Панацея»                                        | 31 березня 1994 року      | Леонов Георгій Микитович |              |
| 165       | газета             | «За Батьківщину»                                 | 31 березня 1994 року      | Трудовий колектив Харківського державного авіаційного промислового підприємства                                                                                                 |              |
| 166       | газета             | «Трибуна трудящих»                               | 18 липня 1937 року        | Харківська районна державна адміністрація |              |